# GSC3683-1850
GSC3683-1850 — хімічно пекулярна зоря спектрального класу A5, що має видиму зоряну величину в смузі V приблизно 11,1.